# Worcestershire
Worcestershire (forkortes "Worcs") er et grevskab i England. Administrationsbyen (county town) er Worcester.
Det grænser op mod Herefordshire, Shropshire, Staffordshire, West Midlands, Warwickshire og Gloucestershire.
Worcestershire er kendt for Worcestershire sauce, fremstillet af Lea and Perrins, bliver fremstillet i Worcester. Den nu lukkede Royal Porcelain lå også i Worcester. Byen Malvern er hjem for den traditionelle sportvognsfabrikant Morgan.

## Historie
I romersk tid blev Droitwich Spa et vigtig produktionscenter for salt, og en romersk vej blev anlagt gennem byen.
Worcestershire har været skueplads for to vigtige slag: Slaget ved Evesham 4. august 1265, hvor Simon de Montfort faldt, og Slaget ved Worcester i 1651.
Verdens ældste kontinuerligt udgivne avis, Berrow's Journal, er blevet udgivet i Worcestershire siden 1690.
I 1974 blev Worcestershire slået sammen med Herefordshire til det administrative grevskab Hereford and Worcester, men dette blev opdelt i 1998. De nye grænser varierer lidt fra grænserne før 1974.

## Byer og Stednavne
- Abberley
- Barnt Green, Bewdley, Broadway, Bromsgrove
- Droitwich Spa
- Evesham
- Great Malvern
- Hartlebury, Hollywood
- Kidderminster, Kington
- Lindridge, Little Malvern
- Malvern Link, Malvern Wells
- Naunton Beauchamp, North Malvern
- Pershore
- Redditch
- Stourport-on-Severn
- Tibberton
- Upton Snodsbury, Upton-upon-Severn
- Wadborough, Worcester, Wychbold

52°12′00″N 2°10′00″V / 52.2°N 2.1666666666667°V
|  | Infoboks uden skabelon Denne artikel har en infoboks dannet af en tabel eller tilsvarende. |